# Nama (Volk)

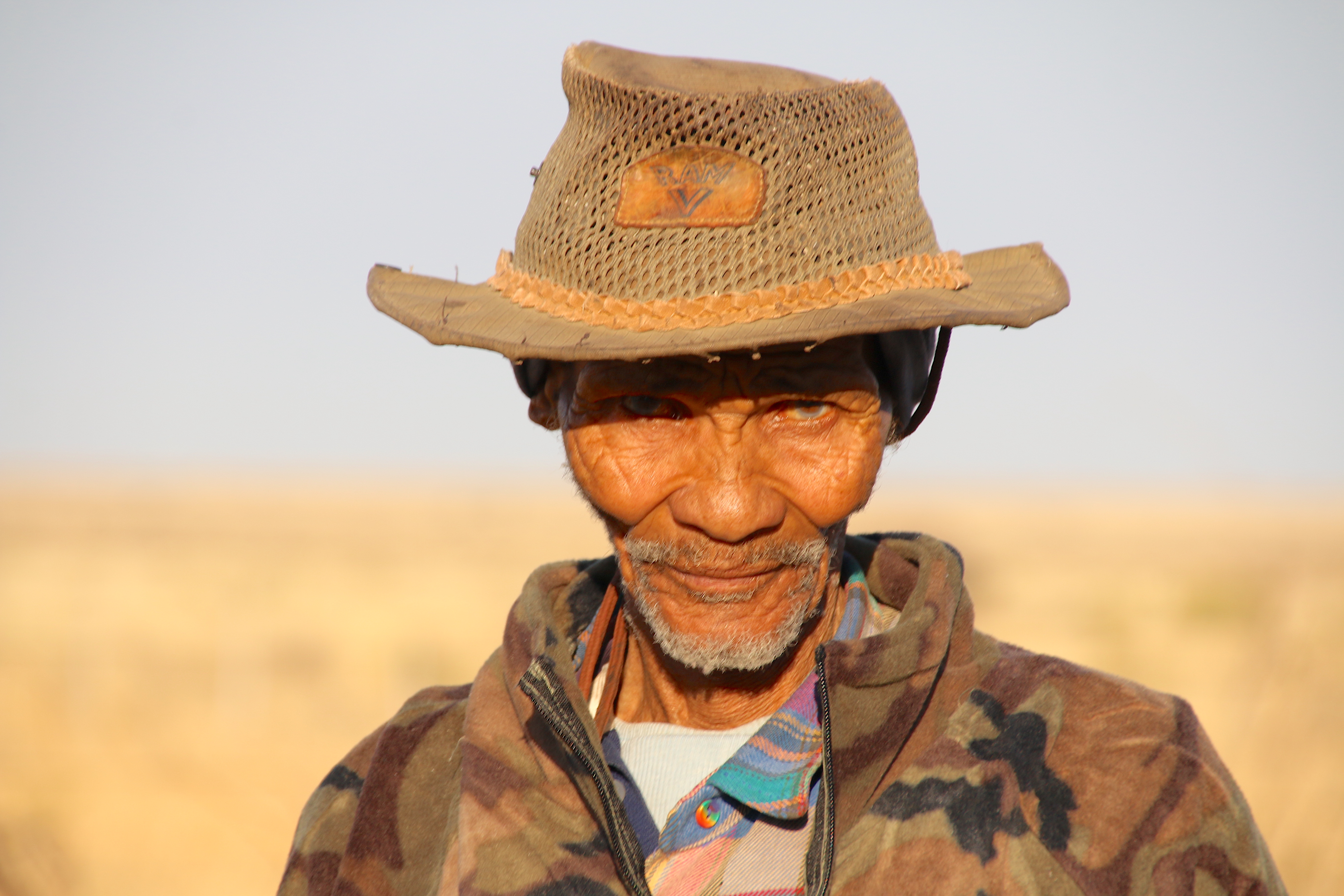
Nama-Mann

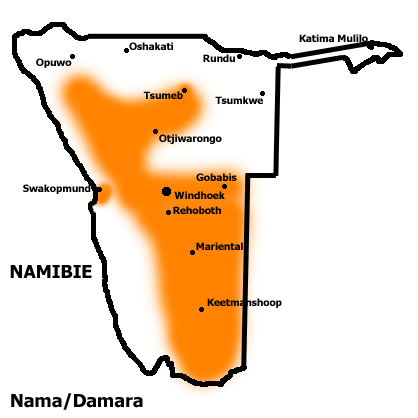
Siedlungsgebiet der Nama und Damara in Namibia

Die Nama (eigene Bezeichnung ǀAwa-khoenKlicklaut = rote Menschen) sind ein in Südafrika und Namibia beheimatetes Volk und werden, wie die Orlam, zu den Khoikhoi gezählt (die in der historischen Kolonialliteratur abwertend als Hottentotten bezeichnet wurden). Die meisten der heute circa 100.000 Nama leben in Namibia, dort in der südlichen Region ǁKharas, dem früheren Namaland, zu einem kleinen Teil auch in den südlich angrenzenden Gebieten der Nordkapprovinz Südafrikas, im Namaqualand. Sie machen etwa fünf Prozent der gesamten namibischen Bevölkerung aus.
In den Literaturquellen werden die Bezeichnungen Rote Nation (aufgrund ihrer etwas rötlicheren Hautfarbe), Witbooi und Afrikaner gelegentlich als Synonyme für Nama oder Orlam benutzt, bezeichnen aber eigentlich deren Untergruppen.
Mit Stand 2023 leben etwa 94.000 Nama in Namibia, gut 3,1 Prozent der Gesamtbevölkerung.

## Geschichte
Die Nama werden von den San als „Brudervolk“ bezeichnet, sind vermutlich mit ihnen oder später aus Zentralafrika zugewandert und haben sich sowohl in Südafrika als auch später in Südwestafrika niedergelassen. Traditionell wirtschafteten die Nama als nomadische Viehzüchter, wodurch sie sich zunächst deutlich von den als Jäger und Sammler lebenden San unterschieden.

### Auszug nach Südwestafrika

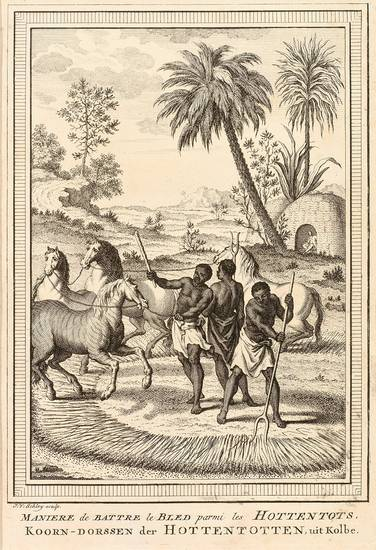
Manière de battre le bled parmi les Hottentots, Jakob van der Schley (unsicher), 1727

In Südafrika hatten die Nama im Verlauf des 17. und 18. Jahrhunderts vielfältigen Kontakt mit den Buren, anderen europäischen Siedlern und Missionaren. Während dieser Zeit nahmen die Nama größtenteils das Christentum an. Sie erlernten als Haus- und Farmangestellte der Europäer Lesen und Schreiben und den Umgang mit Pferden. Letzteres eröffnete völlig neue Jagdmöglichkeiten und löste auf der Suche nach besseren Jagdgründen eine neue Wanderungswelle aus, die die Nama schließlich im 18. Jahrhundert auch nach Südwest-Afrika führte. Aus der Verbindung von holländischen Farmern mit Nama-Frauen entstanden weitere, unter dem Sammelbegriff Orlam zusammengefasste Mischlingsstämme.

### Stammesbildung in Südwestafrika

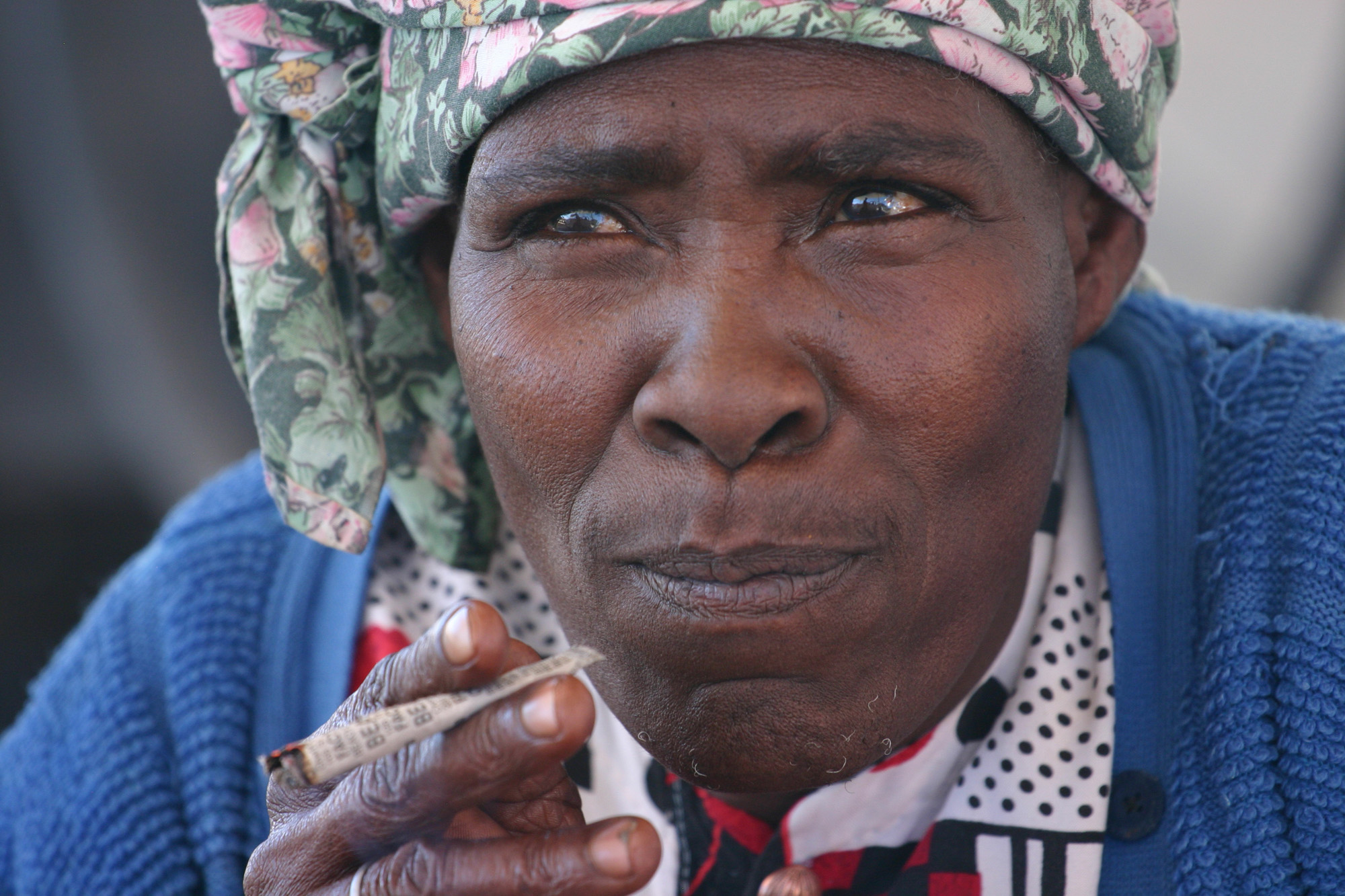
Namafrau in der Kalahari

In Südwestafrika fanden die Nama zunächst in Hoachanas ein neues gemeinsames Zentrum; nach und nach lösten sich Stammesteile wegen der beengten Weideverhältnisse ab, ließen sich im weiteren Umfeld von Hoachanas nieder und bildeten dort neue Stämme wie die Topnaar, die Fransman-Nama, die Veldschoendrager, die Bondelswarte, die Swartboois, die Tseibschen Nama, die Groote-doden und die Keetmanshooper Nama.
Nur der als Rote Nation bezeichnete Hauptstamm verblieb in Hoachanas und stellte dort den Oberkaptein – mit Weisungsrecht gegenüber allen anderen Nama-Stämmen mit Ausnahme der Bondelswarte in Warmbad und der Topnaars in der Walfischbucht. Dieses Weisungsrecht beinhaltete insbesondere das Recht, den anderen Stämmen Aufenthaltsgebiete zuzuweisen, um auf diese Weise sicherzustellen, dass alle Stämme über ausreichendes Weideland und genügend Quellen verfügten.
Den neun bereits in Südwest-Afrika siedelnden Nama-Stämmen gesellte sich um 1800 ein weiterer hinzu. Er hatte zuvor seinen Hauptsitz am unteren Oranje-Fluss gehabt und war dort durch Händler und Alkoholsucht in Armut geraten. Obwohl es im südlichen Teil Südwest-Afrikas bereits eng zu werden drohte, wurde auch diesem Stamm vom Oberkaptein Games – dem ersten und einzigen weiblichen Kaptein der Nama – ein Weidegebiet in der Nähe von Bethanien zugewiesen. Der Stamm wurde dementsprechend fortan als Bethanien-Nama bezeichnet.

### Stammeskriege
In der Folgezeit allerdings wurde die Weidesituation zunehmend kritisch: einmal durch die infolge großer Dürre von Norden her nach Süden drängenden, zahlenmäßig weit überlegenen Herero, und zum anderen durch die von Süden her nachrückenden Orlamstämme. Games jedoch verstand es, aus der Not eine Tugend zu machen, indem sie die Orlam – namentlich die Afrikaner unter ihrem Kaptein Jager Afrikaner – für ihre Ziele gewann und sie gegen das Versprechen von Weideland zum Kampf gegen die Herero animierte. Der Plan ging insoweit auf, dass die Herero in zahlreichen kriegerischen Auseinandersetzungen und Raubzügen bis auf die Höhe von Windhoek zurückgedrängt werden konnten. Dennoch aber gab es insbesondere unter der Oberkapteinschaft von Oasib ǃNa-khomab zunehmende Spannungen der Nama- und Orlamstämme untereinander, die sich nach anfänglichem Zusammengehen gegen die Herero schließlich in wechselnden Bündnissen durch kriegerische Auseinandersetzungen untereinander entluden (der so genannte Orlamkrieg). Erst in der Entscheidungsschlacht von 1867 gelang es dem Orlamstamm der Witbooi, die unter der Führung von Oasib verbündeten Nama-Stämme so nachhaltig zu schlagen, dass diese zum Orlamfrieden von Gibeon am 19. Dezember 1867 bereit waren. Dieses Datum markiert zugleich das Ende der Vorherrschaft der Roten Nation über die anderen Stämme und leitete eine längere Zeit der relativen Ruhe in Südwest-Afrika ein – nach der Entmachtung der Afrikaner gekrönt durch den Zehnjahresfrieden von Okahandja von 1870. Die damit den Herero zugewachsene Vormachtstellung und die zwischen Herero und Nama nach wie vor ungeklärte Grenzfrage führten 1880 erneut zu heftigen Kriegen zwischen Nama, Herero und Orlam.

### Auftreten der Europäer

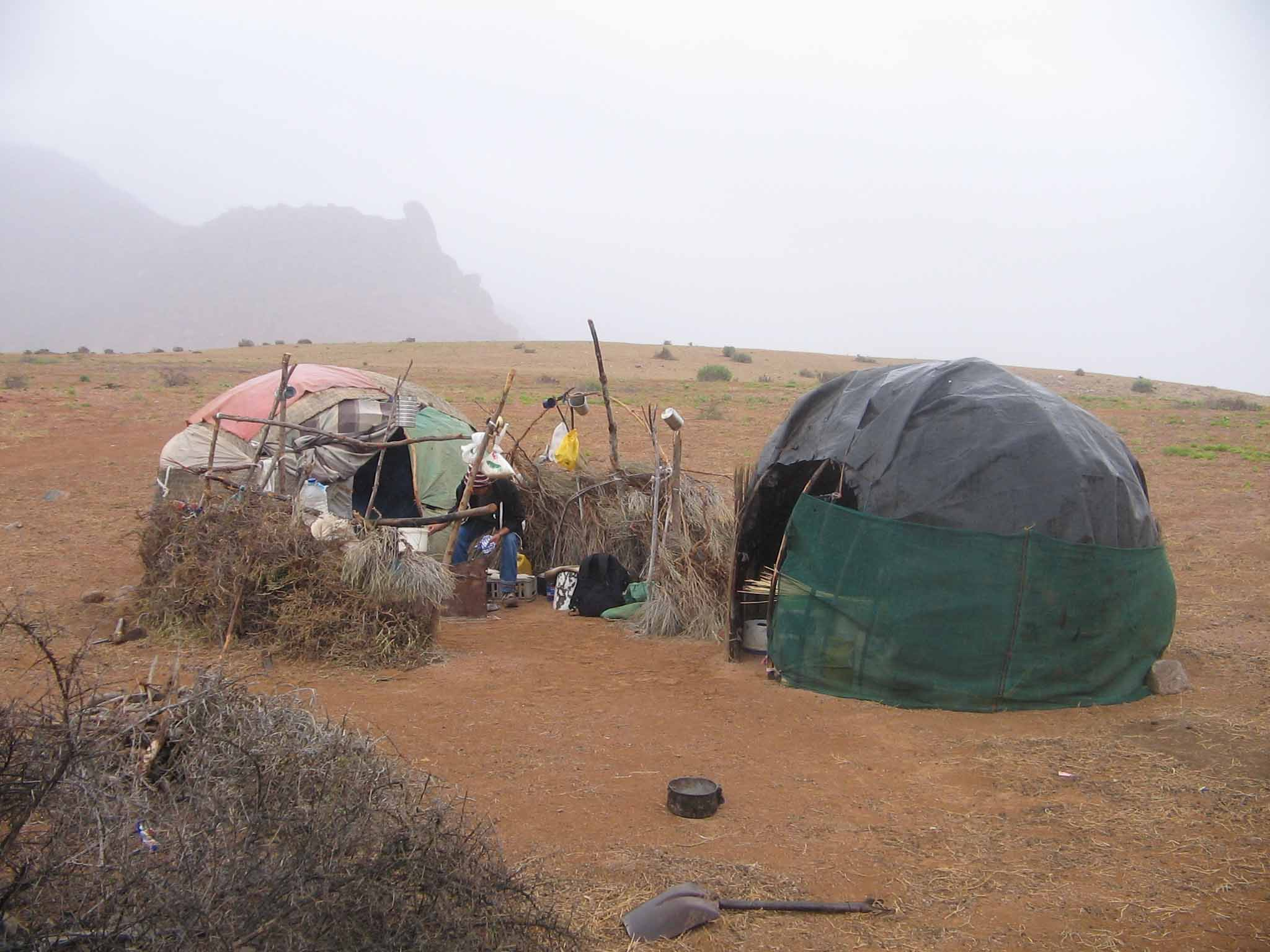
Nama-Hütten in Richtersveld, 2005

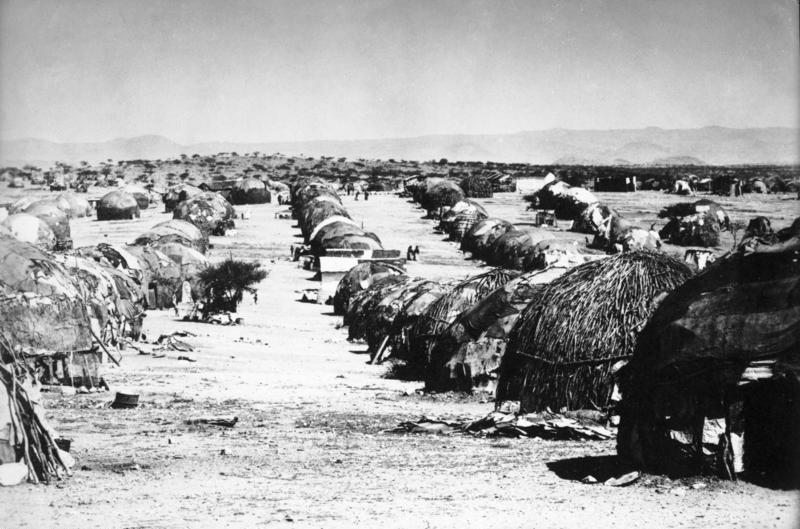
Nama-Hütten in Windhoek, 1906

Bereits 1737–1744 war Georg Schmidt für die Herrnhuter Brüdergemeine im Lande tätig, erneute Missionierungsversuche fanden ab 1792 statt. Ab 1814 versuchte die London Missionary Society mit geringem Erfolg, die Nama zum Christentum zu bekehren, aber auch die Wesleyaner blieben erfolglos. Ab 1842 wirkte die Rheinische Missionsgesellschaft unter den Nama, doch wurden die Missionare 1847 vertrieben. Mit welcher Arroganz, aber auch mit welchem Unverständnis gegenüber dem Vorgefundenen und welcher Ausschließlichkeit der christlichen Vorstellungen manche Missionare den Nama entgegentraten, zeigt das Tagebuch des Carl Hugo Hahn von 1853. Dabei kam Hahn zu dem Schluss: „Die hervorstechenden Züge ihres Charakters sind: unbegrenzter Hochmut, Treulosigkeit, Hinterlist, Misstrauen, Verschlagenheit und Unversöhnlichkeit und Hartnäckigkeit und doch auch Wankelmut, Mord- und Habsucht … und Wollust und Trunkenheit. Dazu gesellt sich ein unauslöschlicher bitterer Hass gegen alle Weißen, die sich jene durch ihre Bedrückung und Verachtung zugezogen.“ Hahn, der die Ursachen für den ihm widerstrebenden „Charakter“ sehr wohl kannte, war zugleich eine der treibenden Kräfte für den Krieg von 1863 bis 1870, der Herero, Nama und einige Europäer einschloss.
In Deutschland suggerierten noch Publikationen wie Heinrich Vedders Das alte Südwestafrika von 1934 über Jahrzehnte, es sei das nachhaltige Bemühen der Missionare und der Auftritt der ersten deutschen Kolonialbeamten, die in der Anfangszeit noch nicht über eine namhafte militärische Bedeckung verfügten, gewesen, die die Situation etwas entspannt hätten.
Neben den Missionaren und Siedlern brachten aber auch Händler die afrikanischen Stämme gegeneinander auf. Sie brachten Alkohol und vor allem Waffen und Munition ins Land, wodurch sich das Kräfteverhältnis zwischen den Stämmen grundlegend veränderte. Dabei mussten die Waffen und sonstigen Handelsgüter mangels Geld mit Rinderherden bezahlt werden. Dies förderte den gegenseitigen Viehraub und ließ einige Stämme zusehends verarmen.

### Von Kido Witbooi zu Hendrik Witbooi
Nach 1870 war der Stamm der Afrikaaner isoliert und der Aufstieg der Witbooi begann. Sie waren erst 1863 im Lande erschienen – nach ihnen kamen nur noch die Rehobother Baster im Jahr 1870 – und hießen zunächst Khowesene (Bettler). Kido Witbooi führte sie 1875 von Oranje nach Gibeon und sein Enkel Hendrik Witbooi wurde hier ihr Kaptein.
1880 hatte Hendrik eine erste Stimmenvision. 1884/85 brach er mit seinem Vater Moses, da er dessen Viehdiebstähle für unvereinbar mit seiner christlichen Ethik hielt. Er zog mit dem christlichen Teil des Stammes nach Norden. Dabei war er von der alttestamentlichen Moses-Vorstellung geleitet, der sein Volk ins Gelobte Land führt. Obwohl die Rheinische Missionsgesellschaft die messianischen Vorstellungen Witboois bekämpfte und sich mit der deutschen Kolonialmacht verbündete, gelang es Hendrik Witbooi dennoch, Kaptein aller Witbooi zu werden. 1890 konnte er sich OberKaptein von Groß-Namaqualand nennen.

### Auseinandersetzung mit der Kolonialmacht

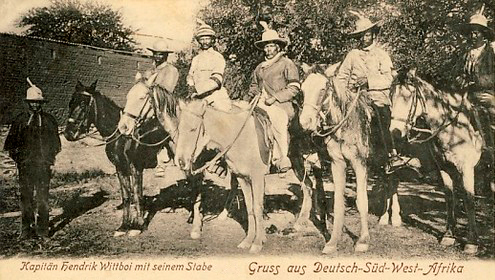
Kaptein Hendrik Witbooi mit seinem Stabe

Der deutsche Reichskommissar musste sich eilig in das britische Walvis Bay zurückziehen, zwang aber dennoch die Herero zur Unterzeichnung eines Schutzvertrages. Hendrik seinerseits schloss 1892 einen Friedensvertrag mit den Herero. Doch 1894 musste auch er sich der Schutzmacht unterstellen und ins (unveräußerliche) Reservat Gibeon ziehen, das die Witbooi bis heute bewohnen. Hendrik durfte Waffen und Pferde behalten, musste aber Heerfolge leisten und die Rheinische Missionsgesellschaft wieder zulassen.
Die deutsche Schutzmacht versuchte die Stammesgegensätze zugunsten ihrer Siedler und Schürfer auszunutzen. Dazu kam, dass 1897 eine Rinderpest in Verbindung mit einer Malaria-Epidemie die Herero in wachsende Armut und Schulden trieb. Trassen für Eisenbahnlinien, schrumpfende Weidegründe, Verachtung, Misshandlungen und rassistische Urteile der Gerichte trieben sie in einen aussichtslosen Aufstand.
Aus dem Zähl- und Registrierungsvorhaben der Kolonialverwaltung bei den Bondelswarte-Nama in Warmbad entwickelte sich im Oktober 1903 eine erste militärische Auseinandersetzung, die sich bis über das Jahresende hinzog und erst nach dem Einsatz von Verstärkungstruppen aus dem Norden des Landes am 27. Januar 1904 mit dem Friedensschluss von Kalkfontein beendet wurde.
Dadurch war das Zentrum des Landes ohne ausreichende militärische Besatzung, was es der Kolonialverwaltung in Windhuk unmöglich machte, auf die Anfänge des von Okahandja ausgehenden Hereroaufstandes vom 12. Januar 1904 angemessen zu reagieren. Dies ermöglichte den Herero schnelle Anfangserfolge, doch kostete der Aufstand rund vier Fünftel der Stammesmitglieder das Leben.

### Rolle im Herero-Aufstand
Am 28. Januar 1904 wurde Hoachanas deutsche Garnison und verlor damit endgültig seine Rolle als Hauptstadt der Nama. Die Nama waren an den weiteren Auseinandersetzungen im Rahmen des Hereroaufstands nicht beteiligt, es sei denn als Hilfskräfte der deutschen Schutztruppe. Dies galt in besonderem Maße für den Orlam-Stamm der Witbooi und den Stamm von Bethanien, die in der Schlacht am Waterberg aktiv auf deutscher Seite kämpfte. Erst nach dem Sieg über die Herero kam bei ihnen Unmut und Misstrauen gegenüber der Kolonialmacht auf.

### Nama-Aufstand gegen die Kolonialmacht
Am 3. Oktober 1904, unmittelbar nach Niederschlagung der Revolte der Herero, und am Vortag der berüchtigten Trotha-Proklamation, wechselten die bisher mit den Deutschen verbündeten Nama unter ihrem Kaptein Hendrik Witbooi die Seite, und wandten sich gegen die deutsche Kolonialmacht. Hendrik Witbooi kündigte den aufgezwungenen Schutz- und Beistandspakt auf. Offenbar hatte er die während des Hereroaufstands ausgesprochenen Drohungen, sie würde das gleiche Schicksal ereilen, ernst genommen. Jakobus Morenga, häufig auch Jakob Marengo genannt, führte bereits seit Juli einen Guerillakrieg, den Simon Kooper bis Februar 1909 fortsetzte. Kopper führte die Nama von Gachas und Hoachanas, Kornelius rund die Hälfte der Bethanier, Johannes Christian von Warmbad die Bondelzwarts.
Unmittelbar nach dieser Erklärung wurde die rund 80 Mann starke Hilfstruppe der Witbooi, welche die Deutschen bei der Schlacht am Waterberg unterstützt hatte und von der neuen Lage nichts wusste, entwaffnet und gefangen genommen. An dem sich anschließenden Nama-Aufstand in den Karasbergen beteiligten sich neben den Witbooi die Fransman-Nama unter besagtem Simon Kooper und Jakob Marengo sowie versprengte Herero. Während die Herero die offene Schlacht suchten, operierten die Nama in Form einer Guerillataktik. Nach dem Tode Hendrik Witboois kapitulierten die Witbooi 1905; der Aufstand wurde jedoch von Marengo und Kooper bis in die Jahre 1907 bzw. 1909 fortgeführt.
Etwa 2.000 Nama wurden auf der der Lüderitzbucht vorgelagerten Haifischinsel interniert. Wegen der dort herrschenden katastrophalen Haftbedingungen überlebten nur etwa 450 die Internierung. Die Nama verloren durch diesen Krieg ca. 10.000 Angehörige, d. h. ihre Zahl wurde nahezu halbiert.

### Das System der Zwangsarbeit
1905 und 1907 wurden den Nama Land und Vieh enteignet und sie mussten sich bei den europäischen Siedlern mit einfachen Arbeiten ihren Lebensunterhalt sichern. Nur bis zu zehn Familien durften beieinander wohnen, für die Kleingruppen gab es nur noch Vormänner. Jeder musste eine Passmarke bei sich tragen, alle anderen durften weder beherbergt noch verköstigt werden. Jeder Deutsche konnte einen Afrikaner ohne Pass verhaften. Die neuen Arbeitgeber konnten sogar die Ausgabe eines Reisepasses, mit dem man den Distrikt wechseln durfte, verhindern. Alle Nama brauchten ein Dienstbuch, in dem die Arbeitsverhältnisse nachzuweisen waren. Wer es nicht besaß, galt als Landstreicher.
De facto bestand somit Arbeitszwang, wie für fast alle kolonisierten Menschen. Von den 22.300 Männern der insgesamt 65.000 Afrikaner standen rund 20.000 in europäischen Diensten. Schwere Körperstrafen wurden, auch von Seiten der Missionare, akzeptiert, selbst bei tödlichem Ausgang ergingen milde Urteile. Die Stammesverbände waren praktisch ruiniert und die christlichen Gemeinwesen waren nun die einzigen Lebensmittelpunkte. Dieses System einer typischen Kolonialherrschaft wurde während des Ersten Weltkriegs in Südwestafrika 1915 von der Südafrikanischen Union (ein Dominion der Briten) als neue Besatzungsmacht weitgehend übernommen und fortgeführt.
Bei Kriegsende wurden rund 6.000 Deutsche aus dem ehemaligen Deutsch-Südwestafrika ausgewiesen, 1920 unterstellte der Völkerbund das Land als C-Mandat der Südafrikanischen Union.

### Neue Kolonialherren
Als erstes erfuhren die Ovambo 1915, dass sich am Kolonialsystem nichts ändern würde. Sie wurden von der Südafrikanischen Union mit Waffengewalt unterworfen. Von den einst 20.000 Nama lebten noch genau 9.781. Auch die Bondelzwarts, die 1922 die Vervierfachung der Steuer auf die für die Jagd notwendigen Hunde hinnehmen mussten, und den aufgezwungenen Kaptein ablehnten, wurden mit britischen Flugzeugen bombardiert. 130 von ihnen starben. Ähnlich erging es den nach Unabhängigkeit strebenden Rehobother Bastern nach 638 Verhaftungen. Die Herero wurden durch Niederbrennen ihrer Hütten ein weiteres Mal zu Umsiedlungen gezwungen. Verstöße gegen die Arbeitsdisziplin wurden zu kriminellen Delikten, ein Kündigungsrecht bestand nur noch für den jeweiligen Arbeitgeber, es gab keine Organisationsfreiheit, der Passzwang begann für alle ab 14 Jahren.
Hingegen erhielten Briten, Deutsche und Buren 1925 eine begrenzte Selbstverwaltung. 1928 besaß das europäische Siebentel der Bevölkerung zwei Drittel des Bodens.

### Einfluss der NSDAP, Trennung von der deutschen Missionsgesellschaft
Viele Deutsche organisierten sich ab 1924 im Deutschen Bund. Die NSDAP fand vor allem unter den Jungsiedlern Anhänger, und so kam es zu Streitigkeiten mit den Altsiedlern. 1934 wurde die NSDAP verboten, 1935 die Hitlerjugend, im Juli 1937 auch der Deutsche Südwest Bund. Auch die Rheinische Missionsgesellschaft, die auf eine Erneuerung der deutschen Kolonialherrschaft setzte, weckte Misstrauen bei der Mandatsmacht Südafrika, so dass nach der Kriegserklärung Südafrikas an das Deutsche Reich auch sechs Missionare interniert wurden.
Anfang 1946 verließen die Nama die Rheinische Missionsgesellschaft (RMG) und wandten sich einer „äthiopischen“ Kirche zu, deren Parole „Afrika den Afrikanern“ viele anzog. Am 2. Januar 1946 erklärten führende Nama in einem Schreiben („Agitasie teen blanke Sending Genootskappe“) ihren Austritt aus der RMG und der Niederländisch-Reformierten Kirche. Dabei verglichen sie die Tätigkeit der RMG mit der erfolgreicheren der Finnischen Mission bei den Ovambo, sie sahen in hundert Jahren keinen wesentlichen Fortschritt, hatten die Verachtung in den Publikationen der RMG selbst nachgelesen, und waren nun ohne Hoffnung, dass sich in den nächsten hundert Jahren unter den alten Missionaren etwas ändern würde. Außerdem warfen sie der Missionsgesellschaft vor, nur an die Einnahmen, nicht aber an Aufbauarbeit zu denken. Die Nama wollten die Gemeinde selbst leiten und dazu einen Kirchenrat aus Evangelisten, Älteren und Küstern einrichten. Nur wenn die RMG sich auf alle Forderungen einließe, wollten sie weiter mit ihr zusammenarbeiten. Entgegen dieser Quelle hat Markus Witbooi, ein Enkel Hendriks, das Schreiben nicht mit unterzeichnet. Dies wird in der Literatur jedoch häufig behauptet; wahrscheinlich wurden seinerzeit die verbreiteten Ressentiments gegen diese „Rebellenfamilie“ ausgenutzt.
Der Erstunterzeichner war der 1886 geborene Zachäus Thomas, der sich nach dem Tod des Missionars Nyhof Hoffnung auf dessen Nachfolge gemacht hatte. Er war sogar von dem Missionar Spellmeyer vorgeschlagen worden. Doch wagte man seine Wahl nicht, aus Furcht vor dem damals wieder wachsenden Einfluss der Deutschen, die den zunehmenden Einfluss der Afrikaner fürchteten. Ebenso bedeutend für die Bewegung war ein Mitglied der Witbooi, nämlich der 1888 geborene Petrus Jod. Sein Vater Isaak, Sohn Hendriks, war bereits im August 1915 Werft-Ältester in Gibeon geworden. Doch 1909 lehnte ihn Präses Fenchel als Lehrer ab, weil er Nama war. Dennoch stieg er auf und konnte 1926 sogar Pfarrer Spellmeyer in Abwesenheit vertreten – eine große Ehre.
Der Titel „Pastor“ war eines der Hauptziele der Separationsbewegung. Die ständig in Geldnöten befindliche RMG konzentrierte ihre Ausbildung bald auf die Lehrer und nicht mehr auf die Evangelisten oder Pastoren, die sie selbst hätte finanzieren müssen. Die Lehrer hingegen bezahlte die südafrikanische Regierung. 1935 gab es in Namibia rund 100 Lehrer und ebenso viele Evangelisten. Ab 1934 durften die 16 Hauptevangelisten neben den übrigen Sakramenten auch das der Ehe spenden. Doch die Ordination wurde ihnen verweigert. Wie bedeutsam der Talar, das zum Amt gehörende Kleidungsstück war, zeigt die Tatsache, dass die Witbooi wieder ihren weißen Hut trugen, und die Damara ihre Zylinderhüte. Als Spellmeyer 1939 das Land verließ, um in den Ruhestand zu gehen, ging der einzige, der für eine größere Selbstständigkeit der Gemeinden eingetreten war.

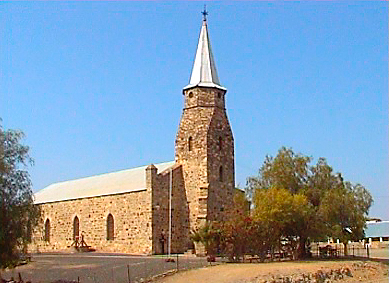
Kirche in Keetmanshoop, heute Museum

Von der Niederländisch-Reformierten Kirche wollten sich die Nama trennen, weil diese seit 1922 immer enger mit der Rheinischen Missionsgesellschaft zusammengearbeitet hatte. Als die Gemeinden der RMG 1932 an die Niederländisch Reformierte Kirche gehen sollten, wehrte sich nur der einzige Pastor der RMG in Südafrika, Gideon Thomas, dagegen. Nach Ende des Krieges – die Rheinische Missionsgesellschaft stand kurz vor dem Bankrott – sollten im September 1945 die Gemeinden allesamt an die Niederländisch Reformierte Kirche übergeben werden. Dagegen erhoben sich die Nama. Zwar erfolgte die Absage des deutschen Dachverbands am 6. Juli 1946, doch da war es bereits zu spät. Die gar nicht mehr in ihren Gemeinden lebenden Missionare, die sich überwiegend um die deutschen Gemeinden kümmerten, hatten die Bewegung völlig falsch eingeschätzt. Noch zwei Tage nach dem Schreiben der Nama setzte die Feldleitung einen Missionar in Keetmanshoop ein, obwohl ihn die Gemeinde ablehnte.
Das Flugblatt des Missionars Rust, in dem Deutsche vor der „Rassenschande“ gewarnt worden waren, hatte die Missionsgesellschaft zudem längst diskreditiert, erst recht Landespropst Wackwitz, der „für den Fall daß SWA wieder deutsche Kolonie wird“, vorgeschlagen hatte, „daß Mischlinge, die bereits wieder zu 15/16 weiß sind, und solche, die zu 7/8 weiß sind, aber zusätzlich im deutschen Heer gedient haben, die deutsche Reichsangehörigkeit erhalten sollten.“
Die weiteren Verhandlungen scheiterten, und zwei Drittel der Lehrer-Evangelisten und ein Drittel der Gemeinde trat aus. Sie traten in die African Methodist Episcopal Church (AMEC) ein, die seit 1901 in Südafrika anerkannt war. Ihr Bischof residierte in den USA, Südwestafrika wurde die 15. Provinz dieser Methodistenkirche. Zum ersten Mal seit 1850 wurde ein Nama Pastor. Doch die seit 1948 in Pretoria herrschende Nationale Partei verweigerte den Schulen der AMEC die Anerkennung bis 1962.
Weitere Separationsbewegungen veranlassten die Rheinische Missionsgesellschaft, die Evangelische Lutherische Kirche in Südwestafrika (Rheinische Missionskirche) zu gründen.

### Unabhängigkeitsbewegung

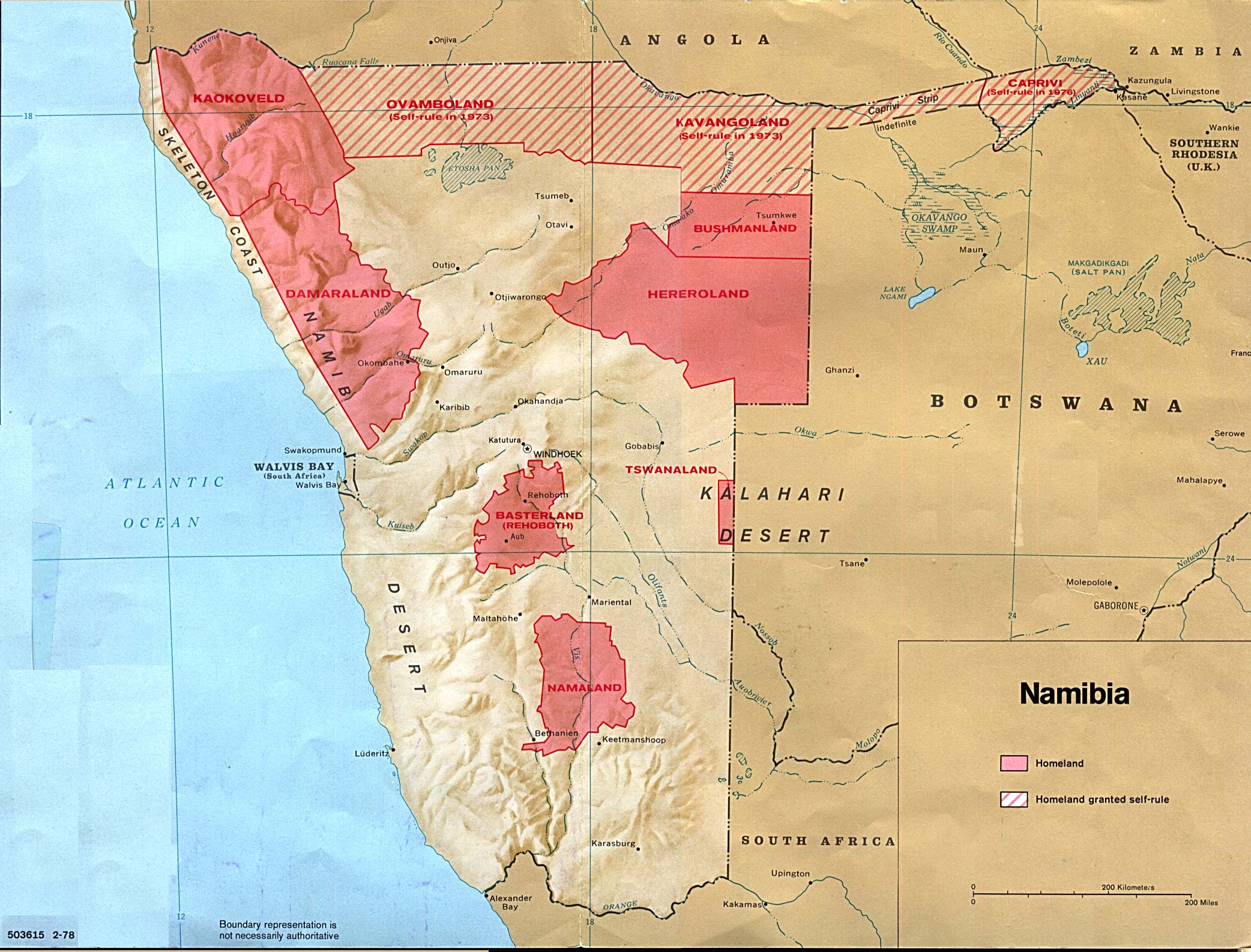
So genannte Homelands, die Südafrika in Südwestafrika einrichten ließ

Nachdem sich die südafrikanische Rassenpolitik nach den Plänen der Odendaal-Kommission verschärft hatte und 1960 die South West Africa People’s Organisation (SWAPO) entstanden war, konnten sich die Nama dem Bürgerkrieg nicht mehr entziehen. Hendrik Witbooi, ein Sohn von Markus Witbooi, schloss sich 1976 der SWAPO an.

## Musik
AixanǀGanaǀObǂANS TSI ǁKhasiguKlicklaut, die traditionelle Musik der Nama, ist seit 2020 Bestandteil der Liste des dringend erhaltungsbedürftigen immateriellen Kulturerbes der UNESCO.

## Bekannte Nama-Persönlichkeiten
- Jonker Afrikaner (1790–1861), Stammesführer
- ǃNoreseb Gamab
- Jakob Morenga (um 1875–1907), Anführer im Aufstand der Herero und Nama
- Cornelis Oasib (um 1800–1867), Oberkaptein aller Nama
- Simon Kooper (unbekannt–1913), Kaptein der sogenannten Fransman-Nama
- Hendrik Witbooi (um 1830–1905), Kaptein des mit den Nama verwandten Volks der Orlam, der Witbooi